# CUCN
CUCN(China-US Cable Network)은 아시아 태평양 지역의 여러 나라를 잇는 해저 케이블이다.
연결 지점은 다음과 같다.
1. 중국 광둥성 산터우 시
2. 타이완 타이완 성 핑둥 현 팡산 향
3. 중국 상하이 시 충밍 현
4. 일본 오키나와현
5. 대한민국 부산광역시
6. 일본 지바현
7. 괌
8. 미국 오리건주
9. 미국 캘리포니아주